# Cloud Strife
Cloud Strife (争闘 雲?, Soutou Kumo, pronunciato "Sutoraifu Kuraudo", ストライフ. クラウド per mezzo di furigana) è il protagonista del videogioco Final Fantasy VII e della maggior parte dei film e giochi a esso correlati. Il gioco originale fu realizzato nel 1997 da SquareSoft (ora SquareEnix) per PlayStation. Insieme alla sua nemesi, Sephiroth, e a Kefka Palazzo di Final Fantasy VI, è uno dei personaggi più popolari dell'intera saga.
In Final Fantasy VII, Cloud è un mercenario che afferma di essere un ex SOLDIER, un gruppo di supersoldati d'élite impiegati dalla Shinra Electric Power Company, una multinazionale responsabile del risucchio della vita dal pianeta. Combattendo contro la Shinra nel gruppo di ecoterroristi chiamato AVALANCHE e guidato da una rivalità con l'antagonista principale, Sephiroth, Cloud impara ad accettare il suo passato travagliato e si adatta al suo ruolo di leader.
Cloud riappare come protagonista nel film sequel animato al computer del 2005, Final Fantasy VII: Advent Children, in cui combatte una nuova minaccia per il mondo mentre affronta una malattia apparentemente terminale. È inoltre presente in molti altri giochi al di fuori della narrativa di Final Fantasy VII. Inoltre, è apparso nella serie Kingdom Hearts di Square Enix e nella serie Super Smash Bros. di Nintendo.
Cloud è stato progettato da Tetsuya Nomura, un character designer della serie Final Fantasy, il cui ruolo si è espanso durante lo sviluppo del titolo per includere la supervisione sulla personalità di Cloud. Yoshinori Kitase, regista del VII, e Kazushige Nojima, uno degli sceneggiatori del gioco, hanno sviluppato la storia e hanno voluto creare un personaggio misterioso che ha agito in modo atipico per un eroe. Dopo il VII, Nomura si è assunto una maggiore responsabilità per lo sviluppo di Cloud e il suo design è stato rivisto per conformarsi meglio al passaggio della serie a uno stile più realistico.
Cloud ha ottenuto un'accoglienza principalmente positiva da parte della critica. Descritto come iconico, Cloud è stato citato favorevolmente come esempio di complessa scrittura di personaggi nei videogiochi, come uno dei suoi primi narratori inaffidabili e per la rappresentazione del gioco del suo disturbo mentale. La sua caratterizzazione e il suo design sono serviti anche da tropo per altri personaggi, in particolare Lightning di Final Fantasy XIII. È anche diventato la base per una varietà di merci, come action figure e gioielli. Cloud è stato doppiato da più attori, con le performance vocali in inglese di Steve Burton e Cody Christian che sono state oggetto di elogi.
Si è classificato molto in alto in vari elenchi di personaggi compilati da pubblicazioni di videogiochi e rimane popolare tra i fan, continuando a posizionarsi molto nei sondaggi di popolarità, arrivando al terzo posto nella classifica dei migliori personaggi di videogiochi di sempre secondo un sondaggio di Famitsū.

## Ideazione e design
A differenza di Final Fantasy VI, che comprendeva più "personaggi principali", lo staff di Square decise all'inizio dello sviluppo di Final Fantasy VII che il gioco avrebbe seguito un unico protagonista identificabile. Nella trama primoridale di Hironobu Sakaguchi, un prototipo del personaggio di Cloud apparteneva a un'organizzazione che cercava di distruggere i "Mako Reactor" di New York. Dopo una pausa nello sviluppo in modo che il team potesse dare una mano a finire Chrono Trigger, Square iniziò a sperimentare con l'hardware di nuova generazione. Un piccolo gruppo comprendente Kitase e Nomura lavorò in segreto per sviluppare una demo per un kit di emulazione del Nintendo 64 in esecuzione su un SGI Onyx. Oltre a testare i modelli portati dalla demo SIGGRAPH di Square del 1995, Nomura e una manciata di altri artisti crearono nuovi personaggi, incluso un primo design di Cloud.
Sakaguchi, impressionato dalle illustrazioni di Nomura e dalle dettagliate note scritte a mano per Final Fantasy V e VI, incaricò Nomura di disegnare i personaggi principali di Final Fantasy VII. Kitase e Nomura ritennero che Cloud sarebbe stato il principale di tre protagonisti, ma Nomura non ricevette in anticipo i profili dei personaggi o uno scenario completo. Lasciato libero di immaginare le storie dietro i personaggi che da lui disegnati, Nomura condivise questi dettagli nelle discussioni con lo staff o in note scritte separatamente. Frustrato dalla continua popolarità dei personaggi di Final Fantasy IV nonostante l'uscita di due sequel, Nomura si pose l'obiettivo di creare un cast memorabile.
Il design di Cloud ha subito diverse revisioni. La prima bozza di Cloud di Nomura presentava capelli neri pettinati all'indietro per contrastare con i lunghi capelli argentati dell'antagonista principale del gioco, Sephiroth, e per ridurre al minimo il numero di poligoni del modello. Tuttavia, per far risaltare di più Cloud ed enfatizzare il suo ruolo di protagonista del gioco, Nomura ha alterato il design di Cloud per dargli capelli spigolosi, biondi e lucenti. Nomura rese anche Cloud più alto di quanto apparisse nella demo SGI Onyx, mentre un'iterazione scartata disegnata "più sul lato realistico" raffigurava Cloud con una testa e un corpo ancora più alti e un fisico più muscoloso.
Yoshitaka Amano, che aveva gestito le illustrazioni dei personaggi per i precedenti titoli di Final Fantasy, dipinse le immagini promozionali per il gioco prendendo i "disegni di Nomura e mettendoci del suo". Secondo Amano, a causa dei limiti hardware della PlayStation, la piattaforma Square aveva optato per Final Fantasy VII, i personaggi non potevano essere resi realisticamente. Amano pensava che i pantaloni larghi di Cloud, che si assottigliano nella parte inferiore, riflettessero uno "stile molto... giapponese", simile alla silhouette di un hakama. Il contrasto tra Cloud, un "ragazzo giovane e appassionato", e Sephiroth, un individuo "più maturo e freddo", colpì molto Amano, che lo definì "intrigante", benché non insolito come accoppiamento. Durante la progettazione di Cloud e Sephiroth, Nomura immaginò una rivalità che rispecchiava quella di Miyamoto Musashi e Sasaki Kojirō.
Gli appunti di Nomura definivano il lavoro di Cloud come quello di uno "spadaccino magico" (魔法 剣 士, mahō kenshi). Le prime versioni dell'arma di Cloud, la Buster Sword (バ ス タ ー ソ ー ド, Basutā Sōdo), raffiguravano una lama più piccola e più sottile. Le variazioni includevano aggiunte come una piccola catena collegata al pomo, magneti che fissavano la lama alla schiena di Cloud e un altro design dettagliato che somigliava a una "spada in stile occidentale". La lama della Buster Sword crebbe nelle illustrazioni successive e Nomura lo chiamò "il Coltello da Cucina Gigante", immaginandolo come un acciaio non raffinato. Lo staff di Square concepì un minigioco che coinvolge Cloud alla guida di una motocicletta all'inizio dello sviluppo del gioco e le illustrazioni di Nomura includevano Cloud in sella a una "Hardy-Daytona" (ハ ー デ ィ ＝ デ イ ト ナ, Hādi-Deitona), una motocicletta della ShinRa.
Kitase e Nojima successivamente svilupparono il retroscena di Cloud e la sua relazione con Sephiroth. Durante la stesura dello scenario del gioco, Nojima vide un'animazione in piedi creata dall'organizzatore di eventi Motomu Toriyama che raffigurava "Cloud in mostra". L'animazione impressionò Nojima e gli suggerì l'idea che Cloud avesse sviluppato una personalità fasulla. Questo in seguito portò Nojima a creare Zack Fair, un SOLDIER che Cloud aspirava a diventare, espandendo così il mistero del passato di Cloud. Nojima ha lasciato non scritto lo svolgersi degli eventi riguardanti l'identità di Cloud e Kitase rimase ignaro del significato dell'aggiunta di Zack fino al playtest. Kitase, esaminando lo scenario di Nojima, sentì che Cloud, non essendo né risoluto né retto, offrisse una nuova interpretazione di un protagonista. Anche l'iniziale triangolo amoroso tra Cloud, Tifa Lockhart e Aerith Gainsborough è stato percepito come un spunto da romanzo per la serie. Nojima paragonò la relazione di Cloud e Tifa come tra quella di amici sin dalla scuola materna e ha paragonato Aerith a uno studente trasferito che arriva a metà anno.
Nelle prime sceneggiature, Sephiroth avrebbe indotto Cloud a credere che di essere stato creato da lui, ottenendo quindi il controllo dei movimenti del ragazzo. Come nella versione finale del gioco, Cloud avrebbe scoperto la verità sul fatto che gli esperimenti della ShinRa e le sue stesse insicurezze lo avessero reso suscettibile alla manipolazione di Sephiroth. Cloud avrebbe anche ferito Tifa in qualche modo prima degli eventi del gioco, lasciandola priva della memoria relativa all'evento e una grande cicatrice sulla schiena. Kitase rifiutò una proposta di Masato Kato su una scena con Cloud e Tifa che uscivano da una stalla di Chocobo la mattina prima della battaglia finale, con Tifa che lo seguiva solo dopo aver controllato i paraggi. Kitase lo trovò "troppo intenso" e Nojima descrisse la proposta come "estrema"; tuttavia, Kitase ha mantenuto una scena più blanda scritta da Kato raffigurante la notte prima, in cui Tifa pronuncia una linea di dialogo audace prima che la scena passi a nero. Secondo Nojima, nessuno dello staff si aspettava che la scena, nonostante "la frase in questione", "sarebbe stata qualcosa di così importante".
Nojima voleva scrivere le scene in modo che i giocatori stessi potessero decidere cosa stesse pensando Cloud. Nojima utilizzò i ricordi confusi di Cloud come elemento di trama per fornire dettagli sul mondo che sarebbero stati sconosciuti al giocatore ma di conoscenza comune per i suoi abitanti. Per enfatizzare la personalità di Cloud, gli organizzatori dell'evento hanno ripetuto elementi che hanno trovato interessanti come l'animazione in piedi di Toriyama e l'uso da parte di Cloud della frase "non mi interessa".
In retrospettiva, Naoki Hamaguchi, co-regista di Nomura e Final Fantasy VII Remake, ha descritto Cloud come un "personaggio stupido". Secondo Nomura, sebbene i titoli post-Final Fantasy VII con Cloud enfatizzassero il suo "lato cool", "nel gioco originale, Cloud ha avuto molti momenti comici o noiosi". Nomura ritiene che il motivo per cui Cloud è diventato popolare tra il pubblico sia dovuto all'impatto che la personalità di Cloud ha avuto sullo scenario di Nojima.

## Ulteriori sviluppi

### Caratterizzazione in Advent Children
Per Advent Children, Nomura accettò di dirigere il progetto in gran parte a causa del suo attaccamento al personaggio di Cloud. Sebbene Nomura affermasse che Cloud era un personaggio più positivo in Final Fantasy VII che in Advent Children, non credeva che "un'immagine così 'ottimista' di lui fosse ciò che era rimasto nella mente dei fan", e la sceneggiatura è stata scritta a spiegare perché Cloud fosse tornato a uno stato mentale "coerente con il punto di vista dei fan su di lui". Nomura descrive la vita di Cloud come pacifica ma, essendo stata ferita dalle perdite subite durante il gioco originale, una è ormai terrorizzato dall'idea di perdere. Incolpando sé stesso per cose al di fuori del suo controllo, Cloud, elaborò Nomura, aveva bisogno di trovare la forza di andare avanti. A differenza di altri eroi, che, secondo Nomura, in genere possiedono difetti caratteriali che sono perlopiù stranezze, Nomura credeva che la debolezza di Cloud sarebbe risultata umanizzante.
Nojima vedeva il tema della storia come quello del perdono, che riteneva richiedesse difficoltà. Cloud, prendendo la sua spada e combattendo, lotta per raggiungerlo. Nojima ha cercato di ritrarre la personalità ritirata di Cloud raffigurandolo in possesso di un telefono cellulare, ma che non risponde mai a nessuna chiamata. Inizialmente intendeva che il nome di Aerith fosse l'ultimo di quelli visualizzati mentre l'arretrato di messaggi ignorati appare mentre il cellulare di Cloud affonda nell'acqua, ma Nojima ha modificato la scena perché "sembrava troppo inquietante". Il lupo che Cloud immagina "rappresenta la parte più profonda della sua psiche" e "appare in risposta a un fardello che Cloud porta nel profondo del suo cuore", svanendo alla fine del film. Nomura cita una delle scene finali del film, in cui Cloud sorride, come la sua preferita, evidenziando la mancanza di dialoghi e l'imbarazzo di Cloud. La scena ha influenzato la colonna sonora del compositore Nobuo Uematsu, che si è emozionato dopo averla incontrata nella sua recensione della sceneggiatura, commentando la difficoltà che i giocatori che avevano finito Final Fantasy VII avrebbero avuto nell'immaginare il sorriso di Cloud.
Nomura cercò di rendere il design di Cloud "nettamente diverso dagli altri personaggi". Sono stati realizzati circa trenta disegni diversi per il viso di Cloud, e i suoi capelli sono stati alterati sia per dargli un aspetto più realistico sia per illustrare che erano passati due anni dalla conclusione del gioco. Lo staff ha tentato di eseguire il rendering di Cloud sulla base delle illustrazioni originali del gioco, ma ha concluso che ciò ha lasciato i suoi occhi irrealisticamente grandi, il che "appariva disgustoso". Ulteriori revisioni sono state apportate al volto di Cloud dopo il completamento del film pilota, che presentava uno stile più realistico. A differenza dei suoi capelli, i vestiti di Cloud erano difficili da realizzare nel film. Decidendo di dare a Cloud un costume semplice e coerente con il concetto di "vestiti progettati per l'azione", lo staff ha iniziato con l'idea di una veste nera, alla fine riducendola a un "grembiule lungo" spostato su un lato.
Le armi di Cloud si basavano sull'osservazione scherzosa che, poiché la sua spada nel gioco originale era già enormemente alta, nel sequel avrebbe dovuto usare la pura superiorità numerica. Indicato come "The Fusion Swords" (合体 剣, Gattai Ken) durante lo sviluppo del film, i primi concetti di storyboard includevano Cloud che portava sei spade sulla schiena, sebbene l'idea sia stata successivamente modificata in sei spade a incastro. Sebbene l'idea non fosse "pensata logicamente" e lo staff non pensasse di poter "farla funzionare fisicamente", si credeva che avrebbe dato "un accento interessante alla storia". La nuova motocicletta di Cloud, Fenrir (フ ェ ン リ ル), è stata progettata da Takayuki Takeya, a cui è stato chiesto dallo staff di progettare una versione aggiornata della motocicletta "Hardy-Daytona" di Cloud di Final Fantasy VII. Mentre lo sviluppo continuava, la moto diventava più grande, con Takeya che sentiva che la sua pesantezza forniva un impatto che funzionava bene all'interno del film. Nel gioco originale, la tecnica più potente di Cloud era il gioco di spada Omnislash (超 究 武神 覇 斬, Choukyūbushinhazan, lett. "Super-ultimate War-god Commanding Slash"). Per la sua lotta contro Sephiroth nel film, Nomura ha proposto una nuova mossa, l'Omnislash Ver. 5 (超 究 武神 覇 斬 ver. 5), che è una versione più veloce dell'originale Omnislash. Lo staff rise del nome dato alla mossa di Cloud durante la sua realizzazione poiché Nomura è stato ispirato da una mossa sportiva di Final Fantasy X il cui protagonista, Tidus, spiegava che l'aggiunta di un nome più specifico avrebbe emozionato maggiormente il pubblico.
I temi ampliati nella versione del regista Advent Children Complete includono lo sviluppo di Cloud con collegamenti ad altri media correlati a Final Fantasy VII in cui è apparso. Per concentrarsi ulteriormente sulla crescita di Cloud, Square ha deciso di dargli più scene nelle quali interagisce con i bambini. Inoltre, il combattimento tra Cloud e Sephiroth è stato allungato di diversi minuti e include una scena in cui Sephiroth impala Cloud sulla sua spada e lo tiene in aria, rispecchiando la scena del gioco in cui esegue la stessa azione. La decisione di mettere in scena la perdita di sangue di Cloud nel combattimento è stata fatta per rendere realistico il dolore del personaggio.

### Remake
Durante la realizzazione del picchiaduro Dissidia: Final Fantasy, Nomura dichiarò che l'aspetto di Cloud era leggermente più magra rispetto a Final Fantasy VII a causa della quantità di dettagli che il 3D della PlayStation Portable poteva fornirgli. Pur mantenendo il suo design originale e l'aspetto di Advent Children, a Cloud è stato dato un aspetto più distinto basato sul suo personaggio di Final Fantasy VII.
La riprogettazione iniziale di Cloud per Final Fantasy VII Remake si è discostata in modo più drammatico dall'originale, ma è stata successivamente modificata per assomigliare più da vicino al design originale di Nomura. In uno dei primi eventi di Final Fantasy VII, Cloud si traveste da donna per soccorrere Tifa. Nomura notò che questo evento era risultato popolare tra i fan e affermò che il remake avrebbe mantenuto questa parte. Dichiarò tuttavia che il design finale non era ancora stato ancora deciso. Kazushige Nojima si impegnò nel rendere naturali le interazioni di Cloud con Tifa e Barret. Nonostante la paura del possibile risultato finale, Nojima vuole anche che i giocatori potessero legare ancora una volta con il personaggio. Kitase affermò inoltre che nel remake avesse miravato a rendere Cloud più inesperto e più informale rispetto ad Advent Children, non essendo ancora maturo.
Il motivo principale per cui Cloud si comportava in modo più spericolato delle persone della sua età era dovuto all'aver trascorso cinque anni in coma, come rivelato nel gioco precedente, che hanno fermato la sua crescita mentale. Di conseguenza, lo staff ha affermato che Cloud è un adolescente che cerca di comportarsi come un adulto. Per quanto riguarda relazioni con altri personaggi, in particolare quelli femminili, Cloud appare infastidito dai flirt di Jessie, non riesce a mantenere le distanze da Aerith, data la sua natura alquanto vivace e l'abitudine di questa a invadere spesso il suo spazio, mentre cerca di essere più confidente e il suo vero sé emerge brevemente quando è con Tifa. Nel culmine del remake, Cloud incontra ancora una volta la sua nemesi, Sephiroth. Le parole di Sephiroth dopo il combattimento sono state mantenute ambigue.

## Biografia
All'inizio di Final Fantasy VII Cloud appare come un ex-SOLDIER (soldato d'élite, al servizio di una multinazionale, la ShinRa). Otto anni prima della storia lasciò infatti la città natale, Nibelheim, per diventare SOLDIER, ma sembra aver mutato le proprie aspirazioni. Il suo passato resta a lungo avvolto nel mistero e sconosciuto allo stesso Cloud, che andrà a scoprirlo poco a poco nel corso della storia, cambiando il proprio comportamento e mostrando pian piano i suoi sentimenti e le sue emozioni grazie ai suoi amici e compagni d'avventura, tra i quali Aerith Gainsborough, ultima discendente dei Cetra, antico popolo in contatto diretto con il lifestream (ovvero l'essenza vitale del pianeta), verso la quale Cloud nel gioco originale avrebbe provato inizialmente dei sentimenti, ma che questi siano stati solo frutto dell'influenza che Jenova aveva sul ragazzo, facendolo assumere il comportamento e alcune memorie che aveva creato con l'ex di quest'ultima (che purtroppò venne separata dai nostri protagonisti a causa della sua tragica morte per mano di Sephiroth) e Tifa Lockhart, amica d'infanzia, che soccorrendolo all'inizio del gioco, rimarrà al suo fianco per tutta la durata della storia, personaggio a cui Cloud, rivelerà i suoi veri sentimenti nel Lifestream, che gli mostrerà il suo passato e andrà far emergere finalmente il vero Cloud, fino a quel momento, rimasto imprigionato nell' illusione creata da lui stesso, per rimediare ai suoi fallimenti passati.
Anche se si presenta come un ex SOLDIER, in realtà non lo è mai stato. Quando era piccolo, confessò a Tifa per impressionarla, di voler lasciare il paese per diventare un SOLDIER proprio come il grande Sephiroth e la bambina, colpita dal discorso di Cloud, gli chiese di prometterle che qualora fosse stata in qualche difficoltà, lui avrebbe dovuto essere li per salvarla. Qualche anno dopo torna a Nibelheim per una missione con un gruppo di SOLDIER inviato dalla ShinRa. Tifa si offre per fargli da guida, nella speranza che tra loro ci sia anche Cloud. Questo, però, si nasconde a lei, vergognandosi di non essere diventato un Soldato di prima classe, ma di essere rimasto solamente un semplice soldato. I veri SOLDIER della missione sono Sephiroth e Zack Fair.
Tifa accompagna i due SOLDIER e due soldati semplici (tra cui Cloud) sulle montagne fino al reattore Mako (fonte d'energia sfruttata dalla ShinRa). Arrivati al reattore, Sephiroth vi entrerà con Zack, affidando Tifa a Cloud, che stava ancora indossando l'elmo. Tornati al villaggio, Sephiroth inizia a comportarsi in modo strano (forse per la visione di Jenova, che avrebbe poi liberato il giorno successivo all'insaputa di tutti). Il gruppo ha portato a termine la sua missione ed il gruppo va a dormire.
Cloud si sveglia e, non vedendo nessuno e appena uscito dall' hotel, va istintivamente anch'egli alla ShinRa Mansion. Nella camera da letto trova il soldato semplice, che gli dice che Sephiroth è nei sotterranei e non vuole essere disturbato; gli consiglia, inoltre, di tornare a letto, dicendo che se ha paura del buio può dormire lì. Cloud si addormenta e, al suo risveglio, decide di andare a vedere i sotterranei. Appena entrato, si rivolge a Sephiroth, che leggendo I libri della biblioteca della magione, crede di aver capito finalmente la verità su Jenova e la sua identità. Purtroppo quest'ultimo, totalmente cambiato dopo la scoperta, esce dalla magione della ShinRa e dà fuoco al villaggio, dirigendosi poi verso il reattore del paese per liberare Jenova.
Tifa corre al reattore, dove trova il padre morto, decide perciò di vendicarsi, prendendo in mano la spada che Sephiroth ha lasciato sul pavimento e scagliandosi contro di lui. Questo però riesce a rientrare in possesso della Masamune, ferendo Tifa con un fendente e scaraventandola giù dalle scale. Si recherà in seguito nella stanza dove si trova Jenova con l'intento di liberarla e con lei, di reclamare il proprio posto come proprietario del pianeta. Zack, arrivato al reattore, decide di fermare il suo compagno una volta per tutte attaccandolo con la Buster Sword. Sephiroth anche dopo il tentativo, rimane illeso e lo colpisce facendolo rotolare per le scale. Giunge al reattore anche Cloud, che vedendo Tifa giacere sul pavimento, corre a soccorrerla, mentre lei aprendo gli occhi a fatica, ricorda a Cloud che ha mantenuto la promessa di essere li per lei se ne avesse avuto bisogno. Cloud, dopo aver spostato Tifa in un angolo più sicuro del reattore e pieno di rabbia per aver perso le persone a cui più teneva, trafigge alle spalle Sephiroth, cogliendolo alla sprovvista. Pensando di averlo ucciso, Cloud corre da Tifa per accertarsi delle sue condizioni, ma questa volta è Sephiroth a trafiggerlo con la sua Masamune. Cloud però non si arrende e con uno sforzo sovrumano lo scaraventa nel Lifestream che scorreva sotto di loro.
Sul luogo dell'accaduto giungono i membri della ShinRa, tra cui Hojo, che decide di prendere i corpi di Cloud e Zack per esperimenti sulle cellule Jenova, mentre Zangan ha già soccorso Tifa. Li porta quindi nei sotterranei della ShinRa Mansion e li pone in due capsule di contenimento: (C) loud e (Z) ack. Lo scienziato inietta nei corpi dei due ragazzi le cellule di Sephiroth (e, di conseguenza, anche di J.E.N.O.V.A.) durante il loro imprigionamento, allo scopo di pura ricerca.
Dopo cinque anni dagli eventi, Zack riprende i sensi. La capsula che lo rinchiudeva si era rotta e portando un Cloud, purtroppo in uno stato comatoso, con sé, cerca di scappare dalla ShinRa che li sta cercando per eliminare i due esperimenti umani in fuga, in modo da cancellare qualsiasi traccia dell'incidente di Nibelheim. Dopo molte difficoltà e con Cloud, ancora in uno stato catatonico, Zack trova un camionista che da un passaggio ai due ragazzi verso Midgar, ma poco prima di giungere a destinazione, questi cadono vittima di un agguato della ShinRa. Vengono inesorabilmente raggiunti dai soldati, inducendo Zack ad affrontare un esercito intero per la sua libertà e per quella dell'amico. Zack sbaraglia gran parte dell'esercito ma alla fine viene sopraffatto e ferito a morte. Cloud lo raggiunge dopo la ritirata di ciò che restava dei soldati ShinRa, e Zack, in fin di vita, gli dona la sua spada (la Buster Sword), il suo onore e i suoi sogni, dichiarandolo la sua eredità vivente. Zack muore davanti agli occhi di un Cloud impotente a cui affida il compito di prendersi cura di Aerith da parte sua, se mai l'avesse incontrata.
Cinque anni dopo l'incidente al reattore di Nibelheim, la sua mente, devastata dalla lunga prigionia ma soprattutto dalla morte dell'amico e mentore, grazie alle cellule di J.E.N.O.V.A. presenti sia in Zack che dentro di lui, crea una sorta di meccanismo di autodifesa che induce il ragazzo a cancellare quella realtà, stipando i dolorosi eventi che aveva vissuto nel profondo del suo subconscio e creando una seconda personalità ottenuta mischiando i ricordi di Zack con i suoi, presentandosi dunque come SOLDIER di prima classe non essendolo in realtà mai stato, SOLDIER che poi si era dimesso a causa della sua avversione contro la ShinRa,  versione tra l'altro che risultava credibile soprattutto a causa della forza che aveva acquisito durante il suo imprigionamento, derivata dalla prolungata esposizione all'energia Mako oltre che dalle cellule di J.E.N.O.V.A. impiantate nel suo corpo (e che avevano anche creato la sua connessione mentale con Sephiroth). Giunge con questa sua nuova personalità a Midgar, ritrovato da Tifa nella stazione del settore 7, viene soccorso e reclutato come ex-SOLDIER "tuttofare" dal gruppo ribelle Avalanche. Da qui inizia la storia di Final Fantasy VII dove Cloud cercherà di affrontare il suo tormentato passato.

## Altre apparizioni
Oltre a essere presente in tutta la serie Compilation of Final Fantasy VII, compare anche nella serie Kingdom Hearts, inizialmente come sicario assoldato da Ade e poi come amico di Sora (protagonista del gioco), nel picchiaduro Ehrgeiz: God Bless the Ring, in Final Fantasy Tactics e in Dragon Quest & Final Fantasy in Itadaki Street Special. È uno dei dieci guerrieri della luce nei videogiochi della Square Enix Dissidia Final Fantasy (e della sua versione arcade) e Dissidia 012 Final Fantasy (anche se in quest'ultimo compare inizialmente come antagonista). Compare inoltre come personaggio giocabile in un DLC del picchiaduro Nintendo Super Smash Bros. per Nintendo 3DS e Wii U  e nel suo seguito per Nintendo Switch Super Smash Bros. Ultimate, come personaggio sbloccabile.

## Impatto culturale

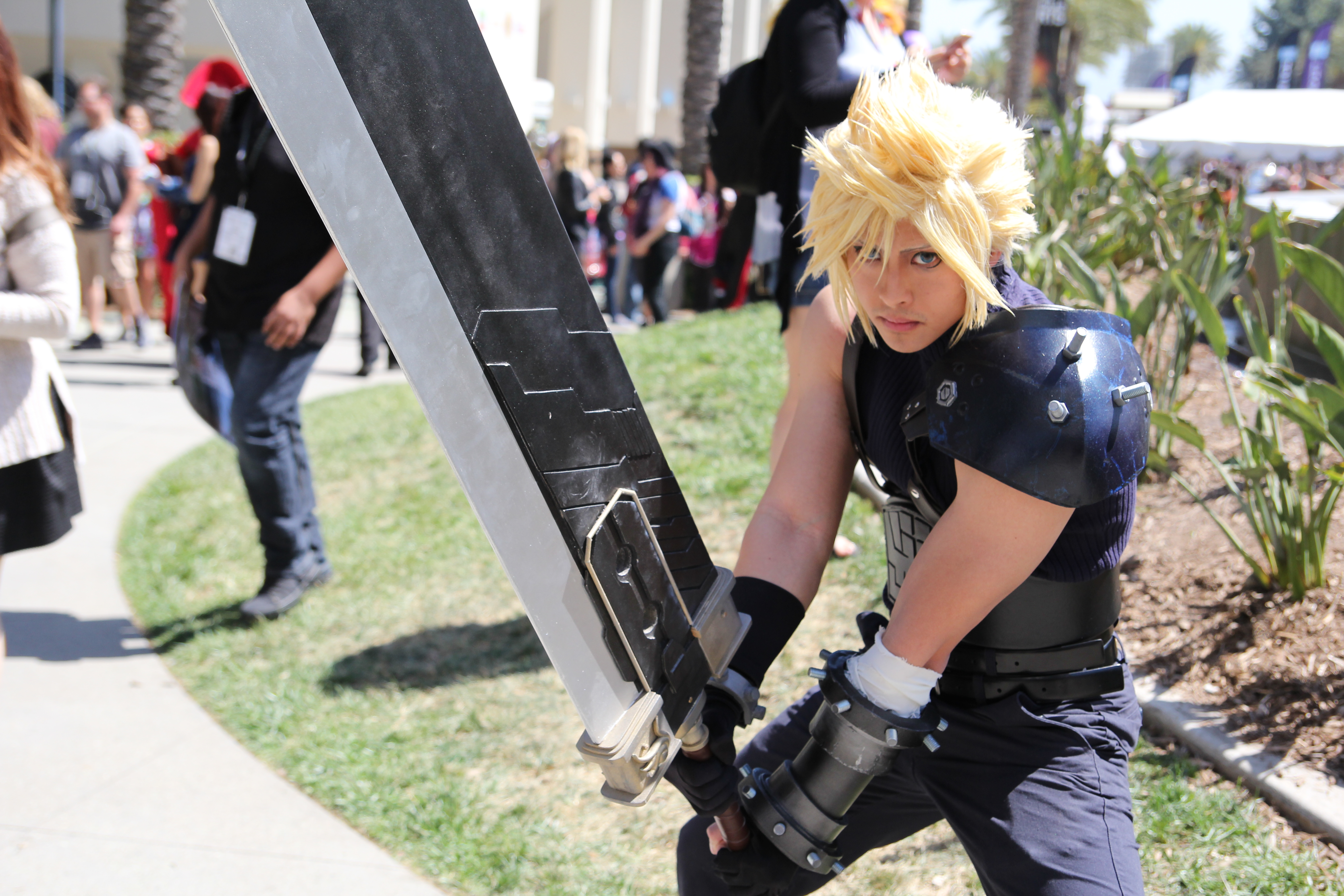
Cosplayer di Cloud

Cloud è stato perlopiù ben accolto dalla critica. Nella sua recensione della versione per PC di Final Fantasy VII del 1998, Ron Dulin di GameSpot ha commentato che "Cloud è senz'altro il personaggio più interessante e complesso mai presentato in un gioco." Abadi Aujang di RPGamer ha definito Cloud "uno dei personaggi più complessi che Square abbia creato", nonché "il primo personaggio principale veramente complicato". Unicorn Lynx di MobyGames lo ha descritto come "uno dei personaggi più complessi mai visti in un gioco", citando la lotta che Cloud deve affrontare nell'assumersi la responsabilità del leader mentre affronta "i suoi profondi problemi psicologici" e "la verità sulla sua stessa esistenza". Sharon Packer identifica Cloud come affetto da malattia mentale sotto forma di disturbo dissociativo dell'identità (DID), mentre Katie Whitlock lo identifica come avente memoria involontaria derivante da disturbo da stress post-traumatico (PTSD).
Kurt Kalata di Gamasutra ha affermato che Cloud è "un po' un debole" che soffre di megalomania e altri problemi psicologici. Ha anche definito Cloud uno dei primi narratori inaffidabili in un videogioco di ruolo. Secondo Patrick Holleman, "nessun gioco di ruolo ha mai deliberatamente tradito la connessione tra protagonista e giocatore come fa FFVII". L'uso da parte del gioco del concetto letterario di narratore inaffidabile ha fatto paragoni con film come Fight Club (1999), The Sixth Sense (1999), American Psycho (2000) e Memento (2000), con Patrick Holleman e Jeremy Parish che sostengono che il gioco porta il concetto di narratore inaffidabile un ulteriore passo avanti, grazie alla sua interattività che stabilisce una connessione tra il giocatore e il protagonista. Jack Ridsdale di PCGamesN sostiene che Cloud è una decostruzione dell'archetipo dell'eroe e della mascolinità tossica, e confronta il colpo di scena sulla sua vera identità con quella di Fight Club.
Il libro Japanese Culture Through Videogames affronta Cloud come un personaggio immaginario complesso, confrontandolo con Solid Snake di Metal Gear, Terra Branford di Final Fantasy VI e Jin Kazama di Tekken a causa dei suoi problemi di identità. Chi Kong Lui, scrivendo per GameCritics, ha affermato che mentre Final Fantasy VII presenta "alcuni dei personaggi più complessi mai creati, per gli standard dei videogiochi", le loro personalità sono "sottili come la carta". Ha criticato le "motivazioni infantili" di Cloud, affermando che Final Fantasy VII non poteva "eguagliare la profondità della sceneggiatura in Citizen Kane di Orson Welles o la complessità dei personaggi esibiti in Taxi Driver di Martin Scorsese". GamesRadar ha apprezzato la scena del travestitismo nel gioco. Cloud e Terra sono stati anche confrontati con Zidane Tribal di Final Fantasy IX poiché hanno condiviso la crisi esistenziale quando si sono resi conto che non sono chi pensano di essere realmente, qualcosa che è stato notato come un comune gioco di ruolo giapponese degli anni novanta quando Zidane ha esordito, rendendolo invece ripetitivo.
Il redesign di Cloud in Kingdom Hearts è stata elogiata come la migliore del gioco da PSXetreme e Animefringer. Il suo sviluppo in Advent Children è stato elogiato da DVD Talk come una delle parti migliori del film. Newtype USA ha anche elogiato il ruolo di Cloud in Advent Children a causa dei suoi tratti eroici nonostante fosse un "eroe per caso". Andrew Yoon di Joystiq ha affermato che il director's cut del film fornisse maggiore profondità allo sviluppo di Cloud, sfruttando la sua durata più lunga per "umanizzarlo" maggiormente. GamesRadar ha affermato che mentre Cloud si sentiva come un personaggio "miserabile" nel film, il suo venire a patti con il suo passato era allettante, così come le sue nuove spade riposte nella sua moto. Yoshinori Kitase ha dichiarato che la lotta tra Cloud e Sephiroth era abbastanza popolare da far sì che i giocatori giapponesi ne facessero un remake per il crossover Dissidia Final Fantasy e si aspettavano che anche i fan occidentali lo emulassero. Anche la performance di Steve Burton in Advent Children è stata elogiata al punto da risultare uno dei migliori attori inglesi. In un sondaggio, Cloud è stato votato come uno dei migliori personaggi doppiati da Takahiro Sakurai. Meristation ha elogiato la nuova apparizione di Cloud in Advent Children e il modo in cui è apparso attraente nello spin-off Dirge of Cerberus anche se non era più il personaggio principale e quindi aveva meno screentime.
Quando si decise di utilizzare un rappresentante di Final Fantasy per Super Smash Bros. per Nintendo 3DS e Wii U, Nomura e il creatore e regista della serie Super Smash Bros. Masahiro Sakurai si sono subito accordati con l'aggiunta di Cloud al cast. Ciò fu dovuto principalmente all'elevata popolarità di Cloud all'interno della serie in contrasto con altri personaggi di Final Fantasy come Bartz o Terra, e alle molteplici richieste dei fan del personaggio. Sakurai, come egli stesso dichiarò in seguito, immaginava Cloud come un personaggio relativamente facile da utilizzare in previsione della grande varietà di giocatori che lo avrebbero usato, e affermò che la Buster Sword sarebbe servita da cardine per lo sviluppo dei suoi colpi di spada. La popolarità di Cloud e l'aggiunta alla serie Super Smash Bros. diede luogo a grande clamore, in particolare nelle tendenze di Twitter. Sebbene The Verge abbia sottolineato che un tale gioco crossover presentava anche personaggi simili come Solid Snake, Mega Man e Sonic the Hedgehog, hanno comunque espresso sorpresa per l'inclusione di Cloud a causa dell'assenza di Final Fantasy VII su una console Nintendo. L'impatto dell'inclusione di Cloud nella serie Super Smash Bros. sarebbe stato successivamente citato quando Joker di Persona 5 è stato incluso in Super Smash Bros. Ultimate, poiché entrambi i personaggi erano più presenti nei giochi di Sony. Den of Geek ha classificato Cloud come uno dei migliori personaggi di Super Smash Bros. per l'idea di vederlo combattere contro altri famosi personaggi Nintendo.
Durante l'attesa per il remake di Final Fantasy VII, il ruolo di Cloud nei trailer è stato al centro dell'attenzione di molti giornalisti. IGN ha elogiato molto il design e il marketing che coinvolgono il suo aspetto visivo. TechSpot osservò che i fan erano curiosi degli interessi amorosi di Cloud. Anche CBR attendeva con impazienza questo triangolo amoroso. Nonostante abbia notato i suoi atteggiamenti antisociali nel remake, IGN, Metro e GameSpot hanno commentato che Cloud è il personaggio che ha attraversato l'arco più notevole dell'intero remake con la performance di Christian che contribuisce ad accrescere il suo fascino. In un articolo di approfondimento, GameSpot ha confrontato Cloud con Kazuma Kiryu della serie di videogiochi Yakuza di Sega a causa della condivisione di caratteristiche simili e dello sviluppo attraverso la narrativa attraverso Midgar.

### Popolarità e altre influenze nei media
Cloud ha stabilito una tendenza nella serie Final Fantasy per quanto riguarda la caratterizzazione dei personaggi principali. Dopo Final Fantasy VII, Nomura ha progettato Squall Leonhart, il protagonista di Final Fantasy VIII, dandogli un simile personaggio antieroico. Incaricato di creare una "versione femminile di Cloud" per Final Fantasy XIII, Nomura progettò Lightning pensando al successo di Cloud, affermando che "desiderava che lei fosse... amata per molto tempo, come Cloud". Dopo che Lightning è stata votata come il personaggio femminile più popolare della serie dai fan giapponesi, Mollie Patterson di EGMNOW ha commentato: "Alcuni hanno anche affermato che Lightning è una specie di equivalente femminile di Cloud, che potrebbe essere il motivo per cui riceve così tanto amore." Tuttavia, per Final Fantasy X, lo staff avrebbe mirato a un eroe più contrastante e che si sarebbe comportato in modo più allegro nella narrazione, ovvero Tidus. Allo stesso modo, Nomura ha creato Noctis Lucis Caelum da Final Fantasy XV con un'altra caratterizzazione diversa da Cloud e Squall e invece più insicura.
IGN ha affermato che Cloud ha stabilito una tendenza per gli eroi dei videogiochi di ruolo, descrivendo i suoi "capelli biondi appuntiti" e la "gigantesca Buster Sword" come "icone immediatamente identificabili, riconosciute dai giocatori di tutto il mondo". Edge ha descritto Cloud come un esempio di "design e caratterizzazione eccellenti". Famitsū nel 2010 ha pubblicato un tributo di sette pagine a Cloud, mostrando le sue numerose apparizioni nel corso degli anni. Nel 2014, IGN ha tenuto un sondaggio per i fan per votare il personaggio di Final Fantasy più amato di tutti i tempi, così come individualmente in ogni titolo. Sono stati espressi oltre 2 milioni di voti. Cloud si è classificato al primo posto tra tutti i personaggi. Ha anche preso lo stesso posto nel solo titolo di Final Fantasy VII. Nel 2013, Complex ha classificato Cloud come l'ottavo più grande soldato nei videogiochi.
Nel 2005, Electronic Gaming Monthly ha posizionato Cloud al settimo posto nella lista dei migliori personaggi dei videogiochi. È stato nominato miglior personaggio di tutti i tempi nei "Den-Play Awards" 2007 di Dengeki PlayStation. IGN nel 2008 lo ha classificato al terzo posto in entrambe le liste dei migliori personaggi delle serie Final Fantasy VII e Final Fantasy. GameSpot ha pubblicato un video intitolato "Greatest Game Hero: Cloud Strife" per la sua inclusione nel sondaggio "All Time Greatest Game Hero" del 2009, che mostrava scene di Cloud come appare in Advent Children. UGO Networks lo ha piazzato al primo posto nella loro lista 2010 dei migliori personaggi dei giochi di ruolo giapponesi, affermando che "Cloud è il tessuto da cui è stata tagliata la maggior parte dei personaggi dei JRPG". Quello stesso anno, GamesRadar ha elencato Cloud come il secondo miglior eroe di Final Fantasy di tutti i tempi, descrivendolo come "uno dei personaggi più completi e ponderati della serie". È stato anche classificato come il secondo miglior personaggio di Final Fantasy in una lista del 2010 da VideoGamer.com, che lo ha definito un "poster boy per l'intero genere JRPG". Nel 2011, Empire ha classificato Cloud come il tredicesimo più grande personaggio dei videogiochi, affermando: "È, e sarà sempre, il poster boy di FF - un duraturo assioma del character desgn". GameZone ha classificato Cloud al secondo posto nella lista dei migliori personaggi di Final Fantasy del 2012, attribuendo il successo di Final Fantasy VII in gran parte al suo personaggio. Nel 2013, Complex lo ha nominato il più grande personaggio di Final Fantasy di tutti i tempi, citando la sua "storia passata assassina, armi iconiche e un gioco fantastico".
In un sondaggio Oricon condotto nel 2008, Cloud si è classificato secondo assoluto per il personaggio dei videogiochi più popolare, classificandosi secondo tra gli uomini e terzo tra le donne. In un sondaggio ASCII Media Works del 2010 che chiedeva ai fan con quale nome di personaggio di manga o videogiochi avrebbero voluto chiamare i loro figli, il nome di Cloud si è classificato al terzo posto per i personaggi maschili. Nello stesso anno, i lettori di Famitsu hanno votato Cloud come il terzo miglior personaggio dei videogiochi di tutti i tempi. Nella Guinness World Records Gamer's Edition del 2011, Cloud è stato votato come il quinto miglior personaggio dei videogiochi.
Per promuovere il remake di Final Fantasy VII, le illustrazioni di Cloud sono state utilizzate negli edifici di Los Angeles.

## Merchandising
Cloud è stato ampiamente commercializzato, in molte forme diverse, comprese statuette e gioielli. In commemorazione del 20º anniversario del franchise, Square ha rilasciato le sue figurine insieme ad altri protagonisti di Final Fantasy. Il manager del merchandising di Square Enix, Kanji Tashiro, ha dichiarato al San Diego Comic-Con International del 2008 che Cloud aveva prodotto alcuni degli articoli più venduti dell'azienda e che i fan si sarebbero dovuti attendere ulteriori adattamenti del personaggio in futuro. I modelli popolari all'epoca includevano la statuetta di Cloud da Advent Children e il set di biciclette Hardy-Daytona di Final Fantasy VII, entrambi venduti particolarmente bene nei mercati europei e nordamericani. Square ha anche pubblicato due libri promozionali incentrati principalmente sul personaggio di Cloud: Cloud vol.1, che è stato distribuito nel 2007, e Cloud message, nel 2008. Nel 2013, una replica della Buster Sword è stata creata dal fabbro Tony Swatton per la webserie Man at Arms.